# Qesarat
Qesarat je obec v okresu Gjirokastër, kraji Gjirokastër, jižní Albánii.